# Laetitia Cosnier
Laetitia Cosnier née Martineau le 3 octobre 1978 est une cheffe cuisinière française.
Le restaurant Côté Cuisine dont elle est chef, avec Stéphane Cosnier, a obtenu une étoile au Guide Michelin en janvier 2019. Cela fait d'elle une des rares femmes cheffe étoilée en France.

## Parcours
Originaire du Maine-et-Loire, Laetitia Martineau fait une école hôtelière à Angers puis part à Paris où elle travaille dans des établissements comme le Bristol, où elle rencontre son mari Stéphane en 1998, le Taillevent et Le Pavillon Ledoyen.
En 2004, Laetitia Cosnier est cheffe aux Papilles, dans le 5e arrondissement de Paris.
De 2005 à 2011, elle tient avec Stéphane Cosnier le bistro le Petit Comptoir à Angers, couronné d’un Bib Gourmand Michelin. 
En 2012, Laetitia et Stéphane Cosnier rachètent Côté Cuisine à Carnac, le restaurant de l’hôtel Lann Roz, avant de racheter et de rénover l'hôtel en 2017.
Le 22 janvier 2019, le restaurant Côté Cuisine obtient une étoile au Guide Michelin.
En 2021, Laetitia Cosnier participe, incognito, à l’émission de la chaîne W9, Un Dîner presque parfait, émission dans laquelle, chaque semaine, un chef étoilé se dissimule parmi les candidats.